# Luigi Mascilli Migliorini
Luigi Mascilli Migliorini (Napoli, 15 febbraio 1952) è uno storico italiano, esperto del periodo napoleonico.

## Biografia
Laureatosi a Firenze alla Facoltà di Scienze Politiche dell'Istituto Cesare Alfieri, è stato borsista dell'Istituto italiano per gli studi storici prima e dell'Istituto universitario europeo poi. Già incaricato dell'insegnamento di Storia delle Istituzioni Politiche alla Facoltà di Lettere e Filosofia dell'Università degli Studi di Napoli "Federico II", è docente di Storia del Mediterraneo moderno e contemporaneo e di Storia moderna presso l'Università degli Studi di Napoli "L'Orientale".
È direttore della Rivista italiana di studi napoleonici, collaboratore culturale dei quotidiani La Nazione e Il Sole 24 Ore, co-direttore della Rivista storica italiana. Ha collaborato alla monumentale Storia d'Italia diretta da Giuseppe Galasso. È tra i fondatori e membro del comitato scientifico dell'Osservatorio Euromediterraneo e del Mar Nero del Comune di Napoli, presidente del CIREM (Centro iniziative e ricerche euromediterraneo) e membro del comitato scientifico della Fondazione Francesco Saverio Nitti. Dal 2013 è socio corrispondente dell'Accademia dei Lincei. Nel 2015 è stato insignito dei titoli di Commandeur dell'Ordine delle Palme Accademiche e Cavaliere dell'Ordre des arts et des lettres.

## Opere
- La sinistra storica al potere. Sviluppo della democrazia e direzione dello Stato (1876/1878), Prefazione di Giuseppe Galasso, Guida Editori, Napoli, 1979.
- La cultura delle armi. Saggi sull'età napoleonica, Giardini, Pisa, 1992, ISBN 978-88-427-0488-1.
- L'Italia dell'Italia. Coscienza e mito della Toscana da Montesquieu a Berenson, Milano, Ponte alle Grazie, 1995, ISBN 978-88-792-8309-0; Le Lettere, Firenze, 2006.
- Giuseppe Galasso - Luigi Mascilli Migliorini, L'Italia moderna e l'unità nazionale, Collana Storia d'Italia n.19, UTET, Torino, 1998.
- Una famiglia di editori. I Morano e la cultura napoletana tra Otto e Novecento, Collana Studi e ricerche di storia dell'editoria n.5, Franco Angeli, Milano, 1999, ISBN 978-88-464-1420-5.
- Napoleone. L'uomo che esportò la Rivoluzione in tutta Europa, Salerno Editrice, Roma, 2001 (vincitore nel 2002 del Grand Prix de la Fondation Napoléon); II ed. riveduta, ivi, 2005; III ed. aggiornata e aumentata da un nuovo capitolo introduttivo, Collana Profili, Salerno Editrice, Roma, 2015, ISBN 978-88-840-2952-2; IV ed. ampliata, Salerno Editrice, 2021, ISBN 978-88-697-3498-4.
- Il mito dell'eroe: Italia e Francia nell'età della Restaurazione, Guida, Napoli, 2003, ISBN 978-88-718-8483-7.
- Terra di lavoro. I luoghi della storia, Sellino, 2009, ISBN 978-88-889-9187-0.
- Metternich. L'artefice dell'Europa nata dal Congresso di Vienna, Collana Profili n.60, Salerno Editrice, Roma, 2014, ISBN 978-88-840-2925-6, Premio Nazionale Rhegium Julii Saggistica[2].
- 500 giorni. Napoleone dall'Elba a Sant'Elena, Collana I Robinson. Letture, Laterza, Roma-Bari, 2016, ISBN 978-88-581-2107-8.
- Le verità dei vinti. Quattro storie mediterranee, Collana Mosaici n.1, Salerno, Roma, 2017, ISBN 978-88-697-3247-8.
- Francesca Canale Cama-Amedeo Feniello-L. Mascilli Migliorini, Storia del mondo. Dall'anno mille ai giorni nostri, Collana I Robinson.Letture, Roma-Bari, Laterza, 2019, ISBN 978-88-581-3873-1.
- L'età di Napoleone, Milano, Solferino, 2019, ISBN 978-88-282-0306-3.
- L'età moderna. Una storia globale, Collana Manuali di base n.70, Roma-Bari, Laterza, 2020, ISBN 978-88-593-0055-7.
- L'ultima stanza di Napoleone. Memorie di Sant'Elena, Collana Mosaici, Roma, Salerno, 2021, ISBN 978-88-697-3589-9.
- Napoleone e le sue isole, Milano, Il Sole 24 Ore, 2021, ISBN 978-88-634-5827-5.
- 11 maggio 1860, Roma-Bari, Laterza, 2023, ISBN 978-88-581-5093-1.

## Curatele
- et al., De Sanctis e l'Irpinia, Di Mauro Editore, 1983.
- I Somaschi, Collana L'inchiesta di Innocenzo X sui regolari in Italia, Edizioni di Storia e Letteratura, Roma, 1992, ISBN 978-88-849-8609-2.
- William Robertson, La scoperta dell'America, Salerno Editrice, Roma, ISBN 978-88-374-1675-1.
- Napoleone Bonaparte, Conversazioni religiose. Sulla fede e sull'esistenza di Dio, Editori Riuniti, Roma, 2004.
- Emmanuel de Las Cases, Memoriale di Sant'Elena, Collana Classici, BUR, Milano, 2004, ISBN 978-88-171-0790-7.
- Luigi Salvatorelli, Leggenda e realtà di Napoleone, UTET, Torino, 2007, ISBN 978-88-020-7613-3.
- Storia del Mediterraneo moderno e contemporaneo, Guida, Napoli, 2009.
- Dizionario critico dell'Italia napoleonica, UTET, Torino, 2011.
- Suoni di una battaglia. Il «Pianoforte di Lipsia» di Joachim Ehlers, Gangemi, 2015, ISBN 978-88-492-2929-5.
- Le vite di Carlo di Borbone. Napoli, Spagna e America, Arte'm, 2019, ISBN 978-88-569-0625-7.